# Arabská legie

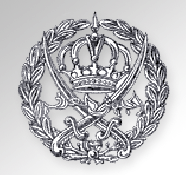
Insignie Arabské legie

Arabská legie (arabsky: الجيش العربي, al-Džajš al-Arabi) byla pravidelná armáda emirátu Zajordánsko a později Jordánského království v první polovině 20. století. Vznikla v říjnu 1920 jako mobilní britská vojenská jednotka, která měla v Zajordánsku udržovat pořádek a čelit jak vnitřním, tak vnějším hrozbám. V roce 1939 se stal velitelem legie britský důstojník Glubb Paša, který ji přetransformoval v jednu z nejefektivnějších vojenských sil arabského světa. Arabská legie bojovala například v první arabsko-izraelské válce, ve které se jí podařilo obsadit Západní břeh Jordánu a východní Jeruzalém (jordánský král Abdalláh později tato území anektoval). Vedení Arabské legie zůstalo pod velením Glubba Paši i po vyhlášení jordánské nezávislosti. Rostoucí národnostní cítění vedlo k nelibosti z britské působnosti v legii a v březnu 1956 bylo Pašovi velení nad Arabskou legií odejmuto králem Husajnem. Arabská legie byla následně přejmenována na Arabskou armádu a posléze přetransformována v jednotnou Jordánskou armádu.